# Kostel Povýšení svatého Kříže (Bradlné)
Kostel Povýšení svatého Kříže v Bradlném, součásti obce Rozhraní, je římskokatolický kostel zasvěcený Povýšení svatého Kříže. Je farním kostelem farnosti Rozhraní.

## Historie
Kostel byl postaven v roce 1790 v pozdně barokním stylu. Jedná se o jednolodní chrám s trojboce uzavřeným kněžištěm, na které v ose stavby navazuje sakristie. Hranolová věž se nachází nad východním průčelím s vchodem.

## Vybavení
V kněžišti se mimo obětního stolu a svatostánku nachází oltářní obraz Povýšení sv. Kříže a dvě sochy světců po stranách (svaté Heleny a Konstantina).